# Julian T. Jackson

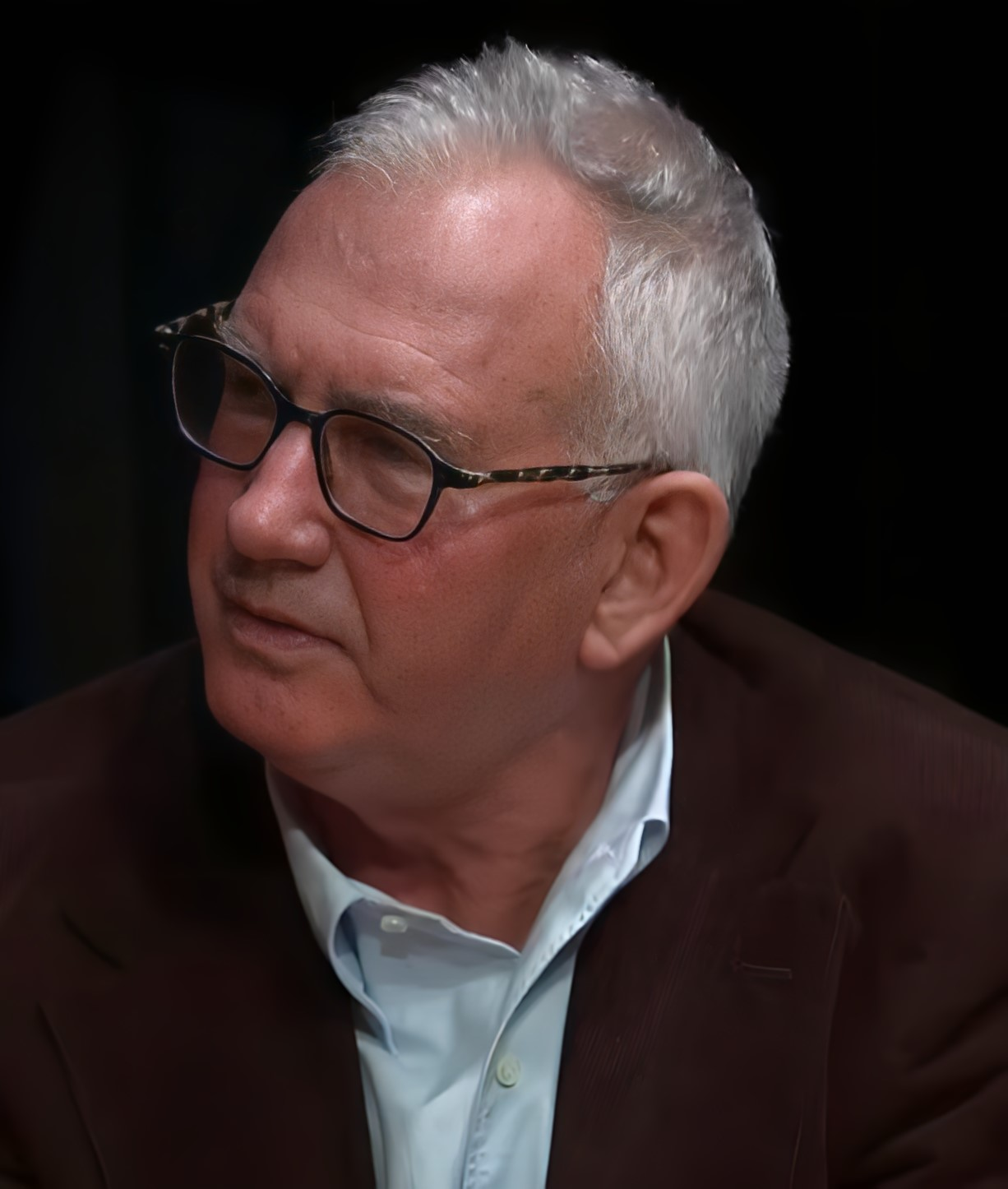
Julian T. Jackson, 2024

Julian Timothy Jackson (* 10. April 1954) ist ein britischer Historiker.
Jackson ist Professor am College Queen Mary, University of London. Sein spezielles Interesse liegt auf der französischen Geschichte im 20. Jahrhundert.
Er studierte am Peterhouse College der Universität Cambridge, wo er 1982 bei Christopher Andrew promovierte. Nach einer Zeit an der University of Wales, Standort Swansea, trat er 2003 in London das Amt an.
Seine Forschungen richten sich auf Frankreich, so auf das Regierungshandeln während der Wirtschaftskrise nach 1930 und die Politik der französischen Volksfront. In jüngerer Zeit befasst er sich mit der Zeit nach 1940, so in der Biografie General Charles de Gaulles (2018). Er gewann den Wolfson History Prize 2004 und den Duff Cooper Prize 2018 und 2023. Er befasste sich auch mit der Geschichte der Homosexualität in Frankreich.
Jackson ist Fellow der British Academy und der Royal Historical Society.

## Schriften
- The Politics of Depression France 1932–1936. Cambridge University Press, 1985
- The Popular Front in France: Defending Democracy 1934–1938. Cambridge University Press, 1988 ISBN 978-0521312523
- France: The Dark The Popular France: The Dark Years 1940–1944. Oxford University Press, 2001 ISBN 978-0199254576
- The Short Oxford History of Europe 1900–1945. Oxford University Press, 2002 ISBN 978-0199244287
- The Fall of France. The Nazi Invasion of 1940, Oxford University Press, 2003 ISBN 978-0192805508
- La Grande Illusion (BFI Film Classics), 2009 ISBN 978-1844572854
- ARCADIE la vie homosexuelle en France, de l’après-guerre à la dépénalisation. University of Chicago Press, 2009
  - Living in Arcadia: Homosexuality, Politics, and Morality in France from the Liberation to AIDS, Chicago 2010 ISBN 978-0226389257
- A Certain Idea of France: The Life of Charles de Gaulle. Allen Lane, 2018 ISBN 978-1846143519
- France on Trial: The Case of Marshal Pétain. Allen Lane, 2023 ISBN 978-0241450253